# 1233
1233. је била проста година.

## Догађаји
- 26. фебруар — Монголи су након вишемесечне опсаде заузели Кајфенг, престоницу династије Ђин. За време монголског похода на северно Кинеско Краљевство Ђин Оготајева војска је освојила и опустошила Кајфенг.
- Побуна у Србији (1233), Нови владар Србије је постао Стефан Владислав.

### Децембар
- Википедија:Непознат датум — У Римској Републици постигнут је компромис између гвелфске и гибелинске аристократије, под водством Орсина, односно Колона. Именована су два сенатора, по један са сваке стране.
- Википедија:Непознат датум — Лоше владање енглеског краља Хенрика III изазвало је буну међу поданицима.

## Смрти
- 1. март — Тома I од Савоје, гроф Савоје